# معركة ممر رونسفال الثانية
مع كل هذه الأحداث في غرب أوروبا، ظلت سرقسطة مدينة إسلامية، ولاحقا إمارة مستقلة، وستظل كذلك حتى القرن الحادي عشر، وكذلك بقيت بامبلونة نفسها في أيدي المسلمين، حتى طردهم تمرد قام بين عامي -۷۹۸ و ۸۰۱م، عززت أسرة فاسكوني أخيرًا مملكة بني قاسي الأندلسية المسلمة، وفي النهاية دستور مملكة بامبلونة المستقلة عام ٨٢٤م، وبعد ولادة مقاومة جديدة للحكم الكارولنجي. وفي نفس العام، هزم جيش الباسك جيشًا كارولنجيا آخر في نفس الممر الجبلي، فيما يسمى بمعركة ممر رونسيفال الثانية، والتي كانت متطابقة تقريبا مع الأولى، ولكن ضد قوة فرانكية أكبر بكثير ، ففي المرة الأولى قد تمكن جيش شارلمان من الفرار، لكن في المرة الثانية حوصر الكارولنجيون بقيادة الكونت "أيبلس"، وتم هزيمتهم هزيمة كبيرة، وقُتل عدد من رجالهم أكثر من رجال شارلمان الأولين ، وتم الاستيلاء على توابع الفرنجة أيبلس وأزنار من قبل المشتركة البامبلونة بقيادة "إينيغو أريستا"، وبني قاسي المسلمين، مما عزز استقلال كلا المملكتين وبهذا الشكل نجت الأندلس من ابتلاع إمبراطورية الفرنجة، والإمبراطورية الغربية المقدسة التي جابت الغرب كله، وقضت على جميع المالك البربرية والجرمانية بكل أنواعها للأبد.